# 似鯔笛鯛
似鯔笛鯛，為輻鰭魚綱鱸形目鱸亞目笛鯛科的其中一種，分布於東太平洋區，從墨西哥至厄瓜多海域，棲息深度可達60公尺，體長可達100公分，成魚棲息在珊瑚礁，稚魚棲息在河口、潟湖，成群活動，屬肉食性，以魚類、蠕蟲等為食，可做為食用魚。

## 擴展閱讀
維基物種上的相關：似鯔笛鯛